# Espostoa lanata
Espèce
Synonymes
- Cactus lanatus Kunth

Statut CITES
Espostoa lanata (Espostoa laineux) est une espèce de plantes à fleurs du genre Espostoa de la famille des Cactaceae.
Son habitat s'étend du sud de l'Équateur au nord du Pérou sur les pentes occidentales des Andes. Il parfois appelé le vieil homme péruvien en raison de ses poils blancs.

## Description
Espostoa lanata est un cactus colonnaire. Il ressemble à Cephalocereus senilis (le vieil homme du Mexique) : c'est une espèce recouverte de poils blancs qui lui assurent une protection contre le froid et le gel. Elle est très répandue dans sa région d'origine sous des formes variables qui ont conduit à lui donner différents noms.
Il se présente comme une colonne pouvant attendre 7 mètres dans la nature, mais seulement 3 mètres en culture. Le diamètre varie de 5 à 20 cm avec de 18 à 25 côtes. Ses côtes et les fortes épines sont en grande partie cachées par le tissu laineux.
La colonne se divise seulement après plusieurs années. Il fleurit la nuit à partir d'un céphalium latéral après plusieurs années. Sa laine a parfois été utilisé pour garnir des oreillers au Pérou.

## Culture
Espostoa lanata est facile à cultiver. Il demande un sol fertile et bien drainé. En été, il faut l'arroser largement, puis attendre que la plante sèche avant d'arroser de nouveau. Il faut utiliser une fois par mois un engrais pour cactus.
Il est nécessaire de le garder au sec en hiver européen et la température peut descendre jusqu'à -12 °C, mais il est préférable de le garder hors gel. L'exposition doit être ensoleillée en été et au moins claire en hiver.
Dans des conditions favorables (ensoleillement, arrosage, suffisamment de place), il peut croître de 20 cm par an.

## Liste des sous-espèces et variétés
Selon Catalogue of Life (26 septembre 2015) :
- sous-espèce Espostoa lanata subsp. huanucoensis
- sous-espèce Espostoa lanata subsp. lanata
- sous-espèce Espostoa lanata subsp. lanianuligera
- sous-espèce Espostoa lanata subsp. ruficeps

Selon The Plant List (26 septembre 2015) :
- sous-espèce Espostoa lanata subsp. huanucoensis (F.Ritter) G.J.Charles
- sous-espèce Espostoa lanata subsp. lanianuligera (F.Ritter) G.J.Charles
- sous-espèce Espostoa lanata subsp. ruficeps (F.Ritter) G.J.Charles

Selon Tropicos (26 septembre 2015) (Attention liste brute contenant possiblement des synonymes) :
- sous-espèce Espostoa lanata subsp. huanucoensis G.J. Charles
- sous-espèce Espostoa lanata subsp. lanata
- sous-espèce Espostoa lanata subsp. lanianuligera (F. Ritter) G.J. Charles
- sous-espèce Espostoa lanata subsp. roseiflora Madsen & see Aguirre Mendoza, Zhofre Huberto
- sous-espèce Espostoa lanata subsp. ruficeps (F. Ritter) G.J. Charles
- variété Espostoa lanata var. floridaensis F. Ritter
- variété Espostoa lanata var. sericata (Backeb.) Backeb.